# Национальная конвергенция «Ква На Ква»
Национальная конвергенция «Ква На Ква» (фр. Convergence nationale - Kwa Na Kwa), так же известная как просто «Ква На Ква» или KNK (букв. «Работа, только работа» на языке санго) — политическая партия в Центральноафриканской Республика, объединяющая сторонников экс-президента Франсуа Бозизе. Первоначально представляла собой союз нескольких политических партий, прежде чем 21 августа 2009 года некоторые из них объединились в единую организацию.

## История
После захвата власти в результате переворота в марте 2003 года Бозизе пообещал, что не будет участвовать в будущих выборах. 21 августа 2004 года несколько небольших политических партий и политических лидеров при поддержке части деловых кругов создали коалицию Национальная конвергенция «Ква на ква», призвав Бозизе баллотироваться на пост президента. В коалицию KNK вошли Национальная партия за новую Центральную Африку (PNCN), Партия действий за развитие (PAD), Движение за демократию и развитие (MDD), Национальный союз за демократию и сплочение (UNADER), Либеральная демократическая партия (PLD), Национальный демократический фронт (FND), Партия за демократию в Центральной Африке (PDCA) и Движение за демократию, независимость и социальный прогресс (MDI-PS).
После декабрьского конституционного референдума и последующего указа о проведении всеобщих выборов 30 января 2005 года Бозизе объявил, что будет баллотироваться в президенты как независимый кандидат, которого поддерживает коалиция КНК. На митинге в Банги, созванном KNK, Бозизе объявил, что «будет участвовать в выборах, чтобы выполнить задачу по восстановлению страны, которая дорога мне и соответствует вашему желанию». В конечном итоге выборы прошли весной, Бозизе выиграл президентские выборы, набрав 64,6 % голосов во втором туре, в то время как KNK получила 42 из 105 мест в  Национальном собрании, нижней палате парламента ЦАР.
В 2009 году некоторые партии-члены альянса KNK объединились в единую партию. На всеобщих выборах 2011 года Бозизе был переизбран президентом, набрав 64,4 % голосов в первом туре, в то время как КНК получила 61 из 100 мест в Национальной ассамблее.
В 2012 году в ЦАР началась гражданская война. 22 марта 2013 года боевики повстанческой коалиции «Селека» вошли в Банги и уже на следующий день захватили президентский дворец. Президент Бозизе бежал в Демократическую Республику Конго, а затем в Камерун. Бозизе пытался принять участие в выборах 2015—2016 годов, но ему было отказано в регистрации. В то же время партия «Ква на ква» приняла участие в парламентских выборах, завоевав 7 мест из 131 в нижней палате.
В конце 2019 года вернулся в Бозизе ЦАР и в июле 2020 года на съезде партии «Ква На Ква» был избран кандидатом на предстоящих в декабре выборах главы государства. 3 декабря 2020 года Конституционный суд ЦАР не допустил Бозизе к участию в выборах президента. После этого правительство ЦАР обвинило его в попытке государственного переворота. Партии «Ква на ква» удалось принять участие в парламентских выборах, завоевав всего 1 место из 100.

## Идеология
Сам Бозизе охарактеризовал KNK как социал-демократическую партию без «теорий».

Ква На Ква — социал-демократическая партия трудящихся. Его цель — мобилизовать население, повысить его осведомлённость и двигаться в направлении развития, в направлении борьбы с бедностью: через работу. Только трудом мы можем изменить ситуацию, с которой столкнулись в стране. Ква на Ква – средство для борьбы с ленью, праздностью и расхлябанностью. Это партия отличается от других, в том смысле, что это не партия теорий.
Оригинальный текст (фр.)Le Kwa Na Kwa est un parti travailliste d’obédience sociale démocrate. Son objectif est de mobiliser la population, la conscientiser et d’aller dans le sens du développement, dans le sens de la lutte contre la pauvreté : par le travail. Ce n’est que par le travail que nous pouvons changer la situation que nous connaissons dans le pays. Le Kwa na Kwa est un outil pour combattre la fainéantise, la paresse et le laxisme. C’est un parti différent des autres, dans le sens où ce n’est pas un parti de théories
— цитируется François Bozizé Presente le Kwa Na kwa. David Cadasse, Afrik, 7 сентября 2009 г.
Партия апеллирует к «Пяти глаголам» основателя Центральноафриканской Республики Бартелеми Боганда: «Жить, кормить, обучать, лечить, одевать».